# Караджиани, Иоан
Иоан Д. Караджиани (рум. Ioan D. Caragiani, 11 февраля 1841, Авделла, Греция — 13 января 1921, Яссы) — румынский писатель, фольклорист, переводчик и профессор университета в Яссах. Учредитель Румынской академии.
Родом из Македонии, интересовался судьбой македонских румын (цинцар), их историей, языком и народной словесностью. Напечатал в журнале «Convorbiri Literare» (1866—1869, № 21-24), несколько народных песен и статью по истории и лингвистике македонских румын, а также «Исторический этюд о румынах Балканского полуострова» (Бухарест, 1889).

## Печатные работы
- Иоан Караджиани, Studii istorice asupra românilor din Peninsula Balcanică (Бухарест: 1889; Бухарест: 1929—1941, 2 связки; Крайова: издательство «Фундацйа Скрисул Ромэнеск», 2008).